# Acalypha mairei
Acalypha mairei é uma espécie de flor do gênero Acalypha, pertencente à família Euphorbiaceae.